# Setaria tundrae
Setaria tundrae är en rundmaskart. Setaria tundrae ingår i släktet Setaria, och familjen Setariidae. Arten är reproducerande i Sverige.